# باشگاه فوتبال حتا امارات
باشگاه حتی (به عربی:نادی حتی) یک باشگاه فوتبال از امارات متحده عربی است که در شهر دبی قرار دارد.
این باشگاه در سال ۱۹۸۱ تأسیس شده است و سابقهٔ حضور در لیگ برتر امارات را هم دارد.

## بازیکنان

### بازیکنان ایرانی
- پایان رأفت

## مربیان

### مربیان ایرانی
- ابراهیم قاسم‌پور